# Новый Поток
Группа компаний «Новый Поток» (New Stream Group) — российская частная группа компаний, в которую входят активы, занимающиеся добычей и переработкой нефти, а также транспортировкой, экспортом и реализацией нефтепродуктов на внешнем и внутреннем рынке. Главный офис находится в Москве. Согласно рейтингу «РБК 500» за 2017 год по выручке находилась на 55 месте среди всех компаний России и на 11 месте среди нефтегазовых компаний — 208 млрд рублей. При этом в 2016 году компания получила чистую прибыль 4,4 млрд руб.

## Руководство
В 2019 году пост президента группы компаний «Новый Поток» занял бывший глава Росприроднадзора Артём Сидоров. Председателем Совета директоров New Stream Group является Дмитрий Мазуров.

## История
Управляющая компания АО «Новый поток» зарегистрирована в августе 2014 года. Официально о создании единой группы компаний «Новый Поток» было объявлено в октябре 2016 года. До этого момента все принадлежащие ей активы позиционировались как самостоятельные компании-партнеры, однако негласно они входили в группу New Stream, организованную в 2006 году. Нефтеперерабатывающий бизнес был сформирован на базе компании «Нефтегазохимические технологии» («НГХТ»), учрежденной Дмитрием Мазуровым в 2001 году. Первоначально «НГХТ» занималась импортом нефтепродуктов из Казахстана и переработкой их на уфимских заводах. В 2004 году обороты НГХТ достигли десятков миллионов долларов.
В 2004 году Дмитрий Мазуров совместно с Геннадием Лисовиченко основал Антипинский нефтеперарабатывающий завод, ставший базовым активом группы. Поддержку созданию предприятия оказал тогдашний губернатор Тюменской области Сергей Собянин. На долю Антипинского НПЗ в 2016 году пришлось 156 млрд рублей выручки, или около 70 % выручки группы.
Впоследствии для реализации производимых на заводе продуктов на внутреннем и внешнем рынке были созданы компании-дистрибьюторы «АНПЗ-Продукт» (2007) и New Stream Trading (2009). В 2010 неформальная группа New Stream пополнилась компанией «Нью Петрол Тюмень», на сегодняшний день управляющей сетью из 30 заправочных станций в Тюменской и Курганской областях.
В 2015 году группа выкупила у ВТБ акции обанкротившегося Марийского НПЗ. В том же году «Антипинский НПЗ» в рамках конкурса получил лицензию на разработку Могутовского, части Воронцовского и части Гремячевского месторождений, расположенных в пределах Оренбургской области. Для работ на этих месторождениях была образована «Нефтяная компания „Новый Поток“».
В 2016 году были приобретены компания «Битумное производство», расположенное в городе Кстово Нижегородской области, и доля в морском перевалочном комплексе «Коммандит Сервис» в Мурманской области. В 2017 году «Новый Поток» получил под контроль 25 % в Афипском НПЗ, расположенном в Краснодарском крае, и вступил в управление предприятием.
В 2019 году после ареста председателя совета директоров Дмитрия Мазурова, НПЗ и АЗС  группы по решению арбитражного суда перешли Московскому кредитному банку и Сбербанку.

## Структура компании
В структуру «Нового Потока» входят нефтяные месторождения, три нефтеперерабатывающих производства, дистрибьюторские, консалтинговые, инжиниринговые и инвестиционные компании.

### Производственные активы
- АО «Антипинский нефтеперерабатывающий завод»
- ООО «Марийский нефтеперерабатывающий завод»
- ООО «Битумное производство»

### Дистрибуция
- New Stream Trading AG — экспорт нефтепродуктов
- ООО «АНПЗ-Продукт» — оптовая дистрибуция в России
- ООО «Нью Петрол Тюмень» — розничная реализация бензинов, дизельного топлива и сжиженных углеводородных газов в РФ